# Masurques (Chopin)

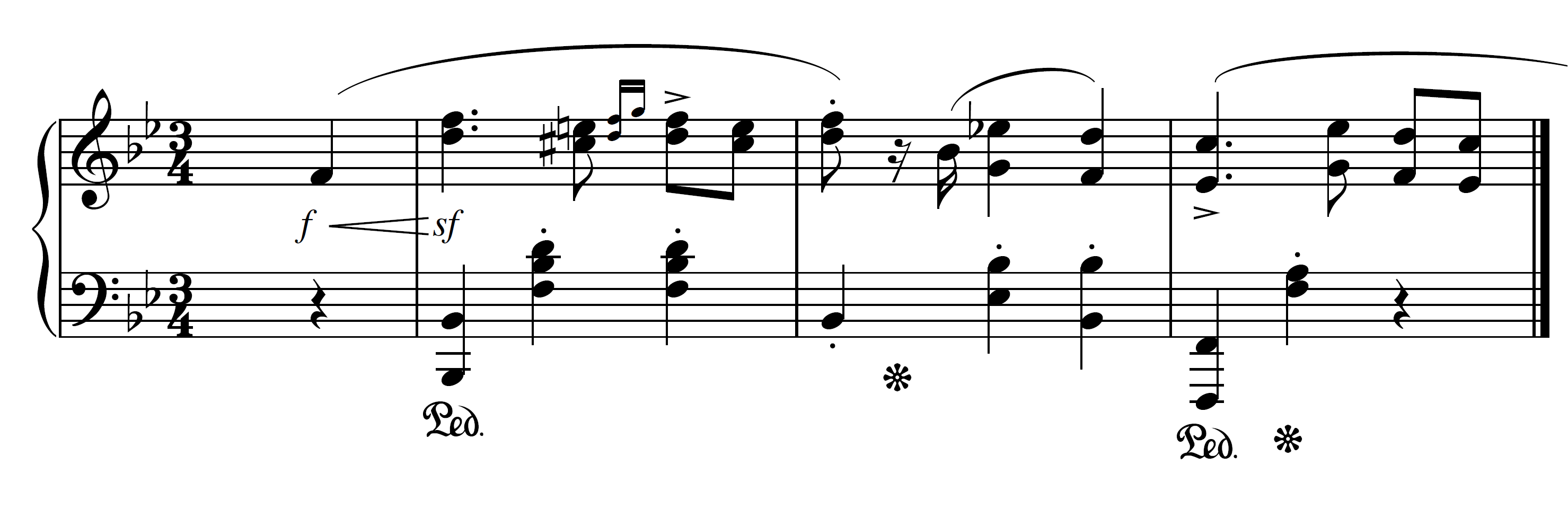
Inici de la "Masurca en si bemoll major, op. 17, núm. 1"

Frédéric Chopin va compondre almenys 69 masurques per a piano, unes peces basades en aquesta dansa tradicional polonesa, i ho feu de manera continuada des de 1825 fins al 1849, l'any de la seva mort. Va escriure més obres en el gènere masurca, que en qualsevol altre.
La masurca és una forma de dansa que provenia de Masòvia, una regió situada prop de Varsòvia. Com la polonesa, s'havia estès des dels pobles a les ciutats, i no només a Polònia sinó a tot Europa, arribant a París i Londres. És un animat ball de compàs ternari. Chopin va basar les seves masurques en la dansa folklòrica tradicional polonesa («Mazur» en polonès). No obstant això, encara que va utilitzar masurques tradicionals com a model, va ser capaç de transformar les seves peces en un gènere ben nou, que va arribar a ser conegut com un «gènere de Chopin». La composició d'aquestes masurques mostra noves idees del moviment nacionalista europeu i va influir en altres compositors, majoritàriament d'Europa oriental, i ajudaren a afermar la seva música nacional.
En la següent llista de les Masurques de Chopin en total n'hi ha 69. Es pot observar que:
- La numeració de les 58 masurques publicades normalment va només fins al número 51.
- De les 58 publicades, 45 masurques van ser impreses en vida del compositor i 13 es publicaren de manera pòstuma.
- Dins el catàleg de la seva obra, hi ha 41 masurques que tenen número d'opus.
- De les 13 masurques pòstumes, 8 tenen número d'opus pòstums i les altres 7 es referencien per la seva tonalitat o per número del catàleg corresponent (Brown, 1960;,[3] Kobylańska, 1977-1979;[4][5] Chominski, 1990).[6]
- En total, a més de les 58 masurques que trobem en la majoria de les edicions, n'hi ha 11 més que es coneixen pels manuscrits que, o bé en mans privades (2 masurques), o estan desaparegudes però es coneix de la seva existència per les investigacions documentals (almenys 9 masurques).

## Llista de masurques
| Número sèrie | Tonalitat                | Composta                      | Publicada           | Opus núm.         | Brown  | Kobylańska   | Chominski | Dedicatòria                               | Notes                                                                                       |
| ------------ | ------------------------ | ----------------------------- | ------------------- | ----------------- | ------ | ------------ | --------- | ----------------------------------------- | ------------------------------------------------------------------------------------------- |
| -            | sol, si♭                 | 1826                          | 1826                | -                 | B. 16  | KK IIa/2-3   | S 1/2     |                                           | Versió revisada (les versions originals foren publicades el 1875)                           |
| 1-4          | fa# m, do# m, mi, mi♭ m  | 1830                          | 1832                | Op. 6             | B. 60  |              |           | Comtessa Pauline Plater                   |                                                                                             |
| 5-9          | si♭, la♭, fa m, la m, do | 1830-31                       | 1832                | Op. 7             | B. 61  |              |           | M. Johns de la Nouvelle-Orléans           | Els núm. 2 i 4 són versions revisades; la versió original del núm. 4 fou publicada el 1902  |
| 10-13        | si♭, mi m, la♭, la m     | 1832-33                       | 1834                | Op. 17            | B. 77  |              |           | Mlle. Lina Freppa                         |                                                                                             |
| 14-17        | sol m, do, la♭, si♭ m    | 1834-35                       | 1836                | Op. 24            | B. 89  |              |           | Comte de Perthuis                         |                                                                                             |
| 18-21        | do m, si m, re♭, do# m   | 1836-37                       | 1837                | Op. 30            | B. 105 |              |           | Princesa Maria Czartoryska de Württemburg |                                                                                             |
| 22-25        | sol# m, re, do, si m     | 1837-38                       | 1838                | Op. 33            | B. 115 |              |           | Comtessa Roza Mostowska                   |                                                                                             |
| 27           | mi m                     | 1838 (28 de novembre)         | 1840                | Op. 41/2          | B. 122 |              |           |                                           |                                                                                             |
| 26, 28-29    | do# m, si, la♭           | 1839 (juliol)                 | 1840                | Op. 41/1, 3-4     | B. 126 |              |           | Étienne Witwicki                          |                                                                                             |
| 50           | la m                     | 1840 (estiu)                  | 1841                | -                 | B. 134 | KK IIb/4     | S 2/4     |                                           | Notre temps dins "Six Morceaux de salon"                                                    |
| 51           | la m                     | 1840                          | 1841                | -                 | B. 140 | KK IIb/5     | S 2/5     | Émile Gaillard                            | A Album de pianistes polonais                                                               |
| 30-32        | sol, la♭, do# m          | 1841-42                       | 1842                | Op. 50            | B. 145 |              |           | Leon Szmitkowski                          |                                                                                             |
| 33-35        | si, do, do m             | 1843                          | 1844                | Op. 56            | B. 153 |              |           | Catherine Maberly                         |                                                                                             |
| 36-38        | la m, la♭, fa# m         | 1845 (juny–juliol)            | 1846                | Op. 59            | B. 157 |              |           |                                           |                                                                                             |
| 39-41        | si, fa m, do# m          | 1846 (principis de la tardor) | 1847                | Op. 63            | B. 162 |              |           | Comtessa Laura Czosnowska                 |                                                                                             |
| 42, 44       | sol, do                  | 1835                          | 1855                | Op. post. 67/1, 3 | B. 93  |              |           | Anna Mlokosiewicz                         |                                                                                             |
| 45           | la m                     | 1846                          | 1855                | Op. post. 67/4    | B. 163 |              |           |                                           |                                                                                             |
| 43           | sol m                    | 1849 (estiu)                  | 1855                | Op. post. 67/2    | B. 167 |              |           |                                           |                                                                                             |
| 47           | la m                     | 1827                          | 1855                | Op. post. 68/2    | B. 18  |              |           |                                           |                                                                                             |
| 48           | fa                       | 1829                          | 1855                | Op. post. 68/3    | B. 34  |              |           |                                           | Apareix la cançó popular "Oj, Magdalino"                                                    |
| 46           | do                       | 1829                          | 1855                | Op. post. 68/1    | B. 38  |              |           |                                           |                                                                                             |
| 49           | fa m                     | 1849 (estiu)                  | 1855                | Op. post. 68/4    | B. 168 |              |           |                                           | És la darrera composició de Chopin publicada per primera cop de forma incompleta l'any 1855 |
| -            | do                       | 1833                          | 1870                | -                 | B. 82  | KK IVb/3     | P 2/3     |                                           |                                                                                             |
| -            | re                       | 1829                          | 1875                | -                 | B. 31  | KK IVa/7     | P 1/7     |                                           | Molt revisada el 1832 (vegeu B. 71, KK IVb/2; rev. vers. pub. 1880)                         |
| -            | re                       | 1832                          | 1880                | -                 | B. 71  | KK IVb/2     | P 1/7     |                                           | Una versió molt revisada del B.31, KK IVa/7                                                 |
| -            | si♭                      | 1832 (24 de juny)             | 1909                | -                 | B. 73  | KK IVb/1     | P 2/1     | Alexandrine Wolowska                      |                                                                                             |
| -            | re                       | 1820 (?)                      | 1910 (20 de febrer) | -                 | B. 4   | KK Anh. Ia/1 | la 1/1    |                                           | "Mazurek"; dubtosa                                                                          |
| -            | la♭                      | 1834 (juliol)                 | 1930                | -                 | B. 85  | KK IVb/4     |           |                                           |                                                                                             |
| -            | ?                        | "Principis"                   | -                   | -                 | -      | KK Vf        |           |                                           | "Diverses masurques"; perdudes                                                              |
| -            | re                       | 1826 (?)                      | -                   | -                 | -      | KK Ve/5      |           |                                           | Esmentada en la literatura; manuscrit desconegut                                            |
| -            | sol                      | 1829 (22 d'agost)             | ?                   | -                 | -      | -            |           |                                           | Arranjament del poema d'Ignac Macicowski                                                    |
| -            | ?                        | 1832                          | -                   | -                 |        | KK Vc/2      |           |                                           | Esmentada en una carta de Chopin amb data del 10 de setembre de 1832                        |
| -            | ?                        | 1832 (14 de setembre)         | -                   | -                 |        | KK Ve/7      |           |                                           | Enumerada en un catàleg de subhasta, París, 1906                                            |
| -            | si♭                      | 1835                          | -                   | -                 |        | KK Ve/4      |           |                                           | Manuscrit venut a París, el 20 de juny de 1977                                              |
| -            | ?                        | 1846 (cap al desembre)        | -                   | -                 | -      | KK Vc/4      |           |                                           | Esmentada en una carta de Chopin                                                            |
| -            | la, re m                 | ?                             | -                   | -                 | -      | KK VIIb/7-8  |           |                                           | Allegretto i Masurca. Manuscrit venut a París el 21 de novembre de 1974                     |
| -            | si♭ m                    | ?                             | -                   | -                 | -      | KK Anh. Ib   |           |                                           | Dubtosa                                                                                     |
| -            | ?                        | ?                             | -                   | -                 | -      | KK Ve/8      |           |                                           | Esmentada en la correspondència entre Breitkopf & Hartel i Izabela Barczinska (1878)        |
| -            | ?                        | ?                             | -                   | -                 | -      | KK Ve/6      |           | Mme Nicolai                               | Esmentada en una nota d'Augener a C.A. Spina (21 de maig de 1884)                           |